# 洛朗蒂德区

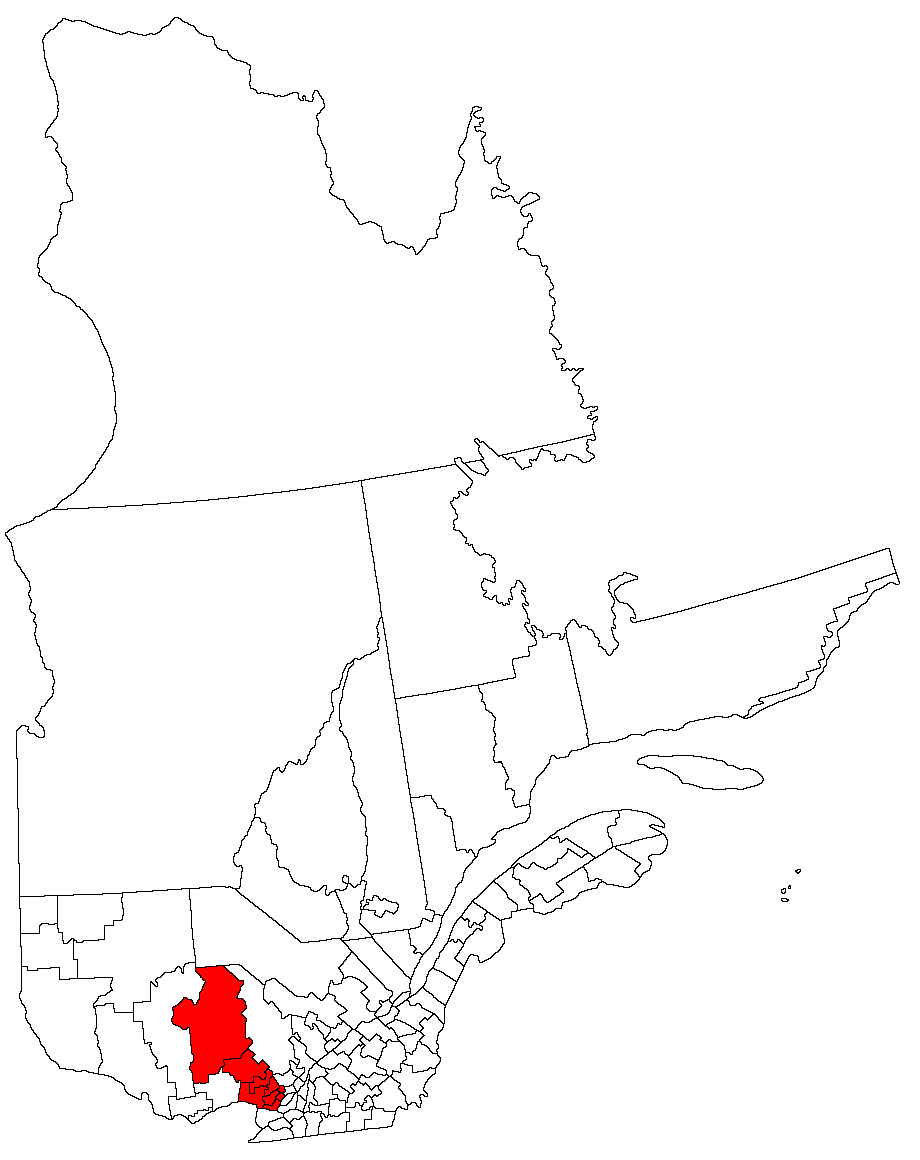
在魁北克省的位置

洛朗蒂德区（法語：Les Laurentides），拥有众多湖边别墅和滑雪场，是著名的休闲旅游胜地。该地区紧靠蒙特利尔，位于聖勞倫斯河北岸。面积20560平方公里，人口49.9882万，下辖8个县，一个印第安保留地，总计83个城镇。